# Phaselia deliciosaria
Phaselia deliciosaria là một loài bướm đêm trong họ Geometridae.